# Bloqueig (diplomàcia)
El terme bloqueig en el dret internacional clàssic s'aplicava preferentment a la prohibició que, en estat de guerra imposaven els bel·ligerants a tota comunicació entre l'alta mar i el litoral enemic, sota amenaça de capturar els vaixells que el violessin (encara que fossin mercants neutrals) i la finalitat del qual era l'aïllament més complet possible de l'altre bel·ligerant (estratègia de bloqueig).
En l'actualitat, el terme s'aplica amb més freqüència, indistintament amb el d'embargament, per referir-se a diversos tipus de sancions econòmiques que impliquen una prohibició de comerciar amb algun Estat sobirà (bloqueig d'importacions, bloqueig total o parcial d'exportacions) o una interdicció de disposar per part d'aquest de determinats actius financers (bloqueig de fons).